# Монгайар (Од)
Монгайа́р (фр. Montgaillard) — коммуна во Франции, находится в регионе Лангедок — Руссильон. Департамент коммуны — Од. Входит в состав кантона Тюшан. Округ коммуны — Нарбонна.
Код INSEE коммуны — 11245.

## Население
Население коммуны на 2008 год составляло 58 человек.
| 1962 | 1968 | 1975 | 1982 | 1990 | 1999 | 2008 |
| ---- | ---- | ---- | ---- | ---- | ---- | ---- |
| 57   | 44   | 37   | 34   | 51   | 51   | 58   |

## Экономика

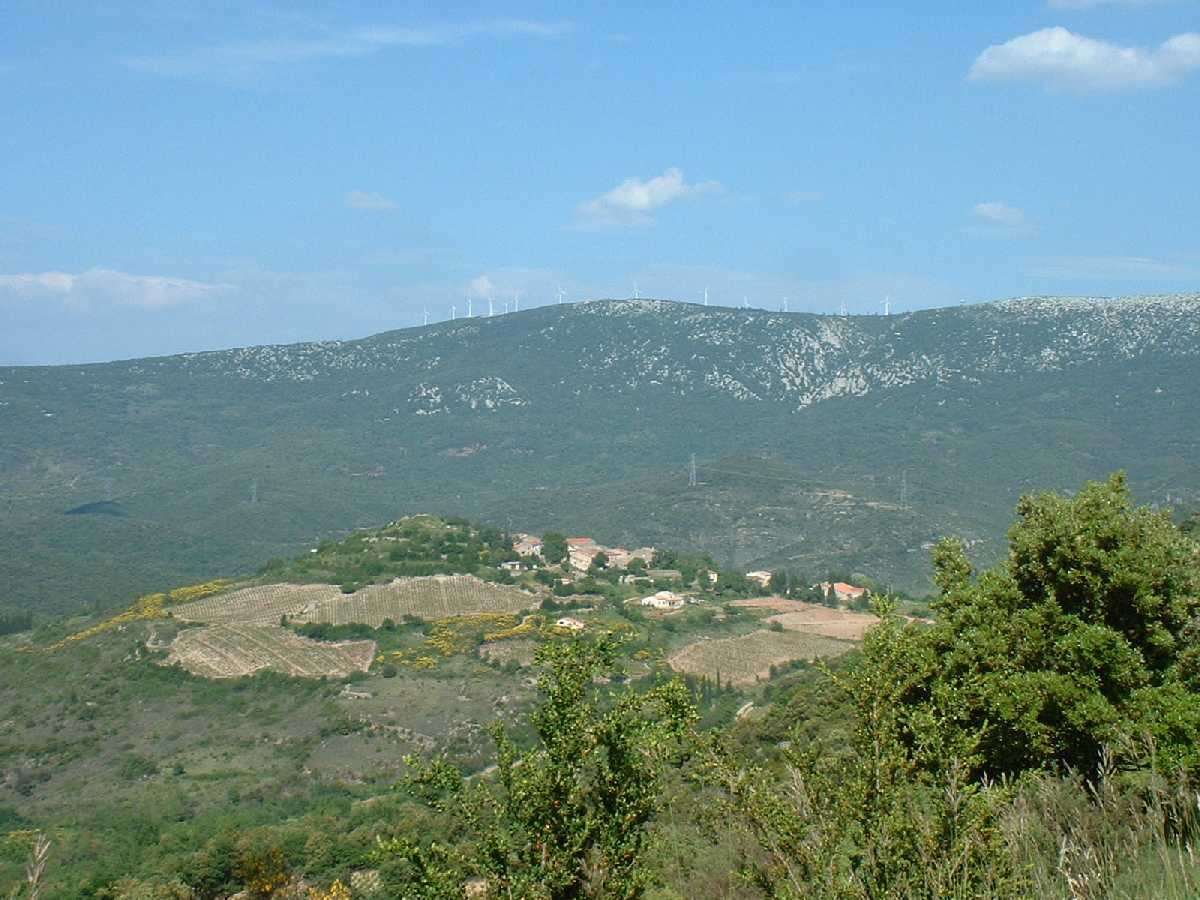
Монгайар

В 2007 году среди 41 человек в трудоспособном возрасте (15—64 лет) 26 были экономически активными, 15 — неактивными (показатель активности — 63,4 %, в 1999 году было 67,7 %). Из 26 активных работали 15 человек (10 мужчин и 5 женщин), безработных было 11 (7 мужчин и 4 женщины). Среди 15 неактивных 1 человек был учеником или студентом, 4 — пенсионерами, 10 были неактивными по другим причинам.